# Piper obovantherum
Piper obovantherum är en pepparväxtart som beskrevs av C. Dc.. Piper obovantherum ingår i släktet Piper och familjen pepparväxter. Inga underarter finns listade i Catalogue of Life.